# Medasina mauraria
Medasina mauraria är en fjärilsart som beskrevs av Achille Guenée 1858. Medasina mauraria ingår i släktet Medasina och familjen mätare. Inga underarter finns listade i Catalogue of Life.